# خط لورن البحري

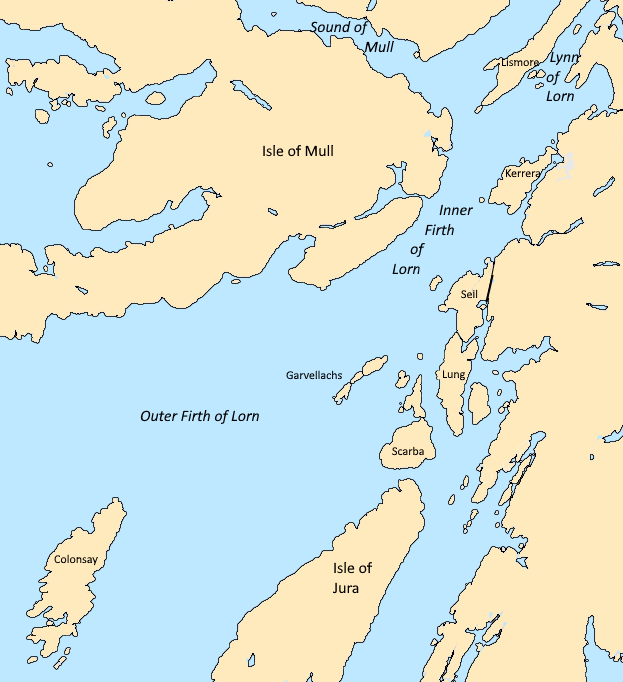
الخط البحري لورن

لسان لورن البحري هو مدخل بحري بين الساحل الجنوبي الشرقي لجزيرة مول والبر الرئيسي لاسكتلندا. وهو يضم عددًا من الجزر، ويشتهر بتنوع الحياة البرية الموجودة. في عام 2005، صار جزء كبير من الخط البحري منطقة خاصة للحفظ.
.

## الجغرافيا والجيولوجيا
تمتد الحافة من تقاطع لسان مول ولين للورن في الشمال الشرقي، في اتجاه جنوبي غربي نحو كولونساي.
الجزء الشمالي الشرقي الأضيق هو والجزء الجنوبي الغربي الأوسع هو الجزء الخارجي.

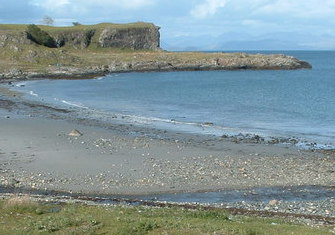
منصة صخرية وجرف مرتفع في بورت دونين ، جزيرة مل

منصة صخرية وجرف مرتفع في بورت دونين، جزيرة مل في الخط البحري لورن هو استمرار لغيلن الكبيرو يمتد فالق غلين الكبير على طول الجانب الشمالي الغربي من الصدع. من السمات البارزة لسواحل الحفرة وجود منصات صخرية ومنحدرات مرتفعة.
يمكن رؤيتها على ساحل مول، في جزيرة كيريرا وعلى البر الرئيسي. يُعتقد أنها كانت نتيجة تآكل بحري في وقت كانت فيه مستويات سطح البحر أعلى مما هي عليه الآن، ربما خلال فترة متأخرة بين العصر الجليدي. تمت دراسة طبيعة قاع البحر في الخط البحري بعدة طرق، بما في ذلك سبر الصدى، وأخذ العينات مع الخطافات، والمسح باستخدام السفن الغاطسة.
حجر الأساس هو أساسًا ما قبل الكمبري لمجموعة دالراديان التي تغطيها بشكل غير متوافق صخور الحجر الرملي الأحمر القديم ومن السمات البارزة صدع إنش الذي يشكل جرفًا بحريًا يصل ارتفاعه إلى 150 مترًا ويمر إلى الغرب من جزيرة إنش.

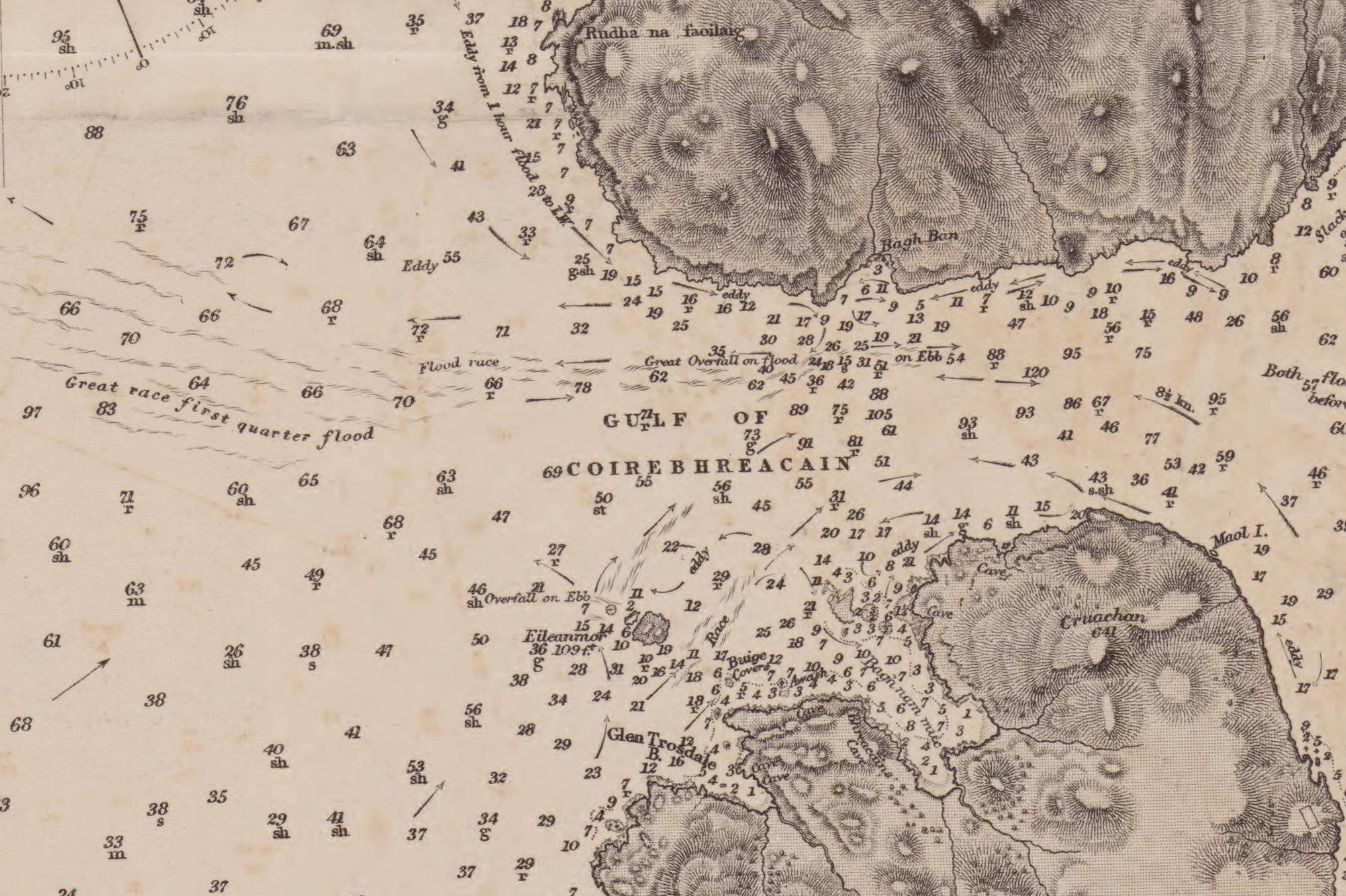
السباق الكبير ، حيث ينبثق المد الفيضي من بين جورا (جنوب) وسكاربا (شمال) إلى الجزء الرئيسي من الخط البحري لورن

السباق الكبير، حيث ينبثق المد الفيضي من بين جورا (جنوب) وسكاربا (شمال) إلى الجزء الرئيسي من هذا الخط البحري
يشتهر الخط البحري لورن بتيارات المد والجزر القوية، لا سيما في القنوات بين الجزر. في خليج كوريفريكان، بين جورا وسكاربا، يمكن أن تصل تدفقات المد والجزر إلى 8.5 عقدة، وتشكل دوامة شهيرة. عندما يظهر المد الفيضي المتجه إلى الغرب في الجزء الرئيسي من الحفرة، يمكن أن يشكل فائضًا، مما يشكل خطرًا على اختراق البحار الشديدة الانحدار، خاصةً إذا واجه انتفاخًا من الغرب أو الجنوب الغربي. يُعرف هذا باسم «السباق الكبير».

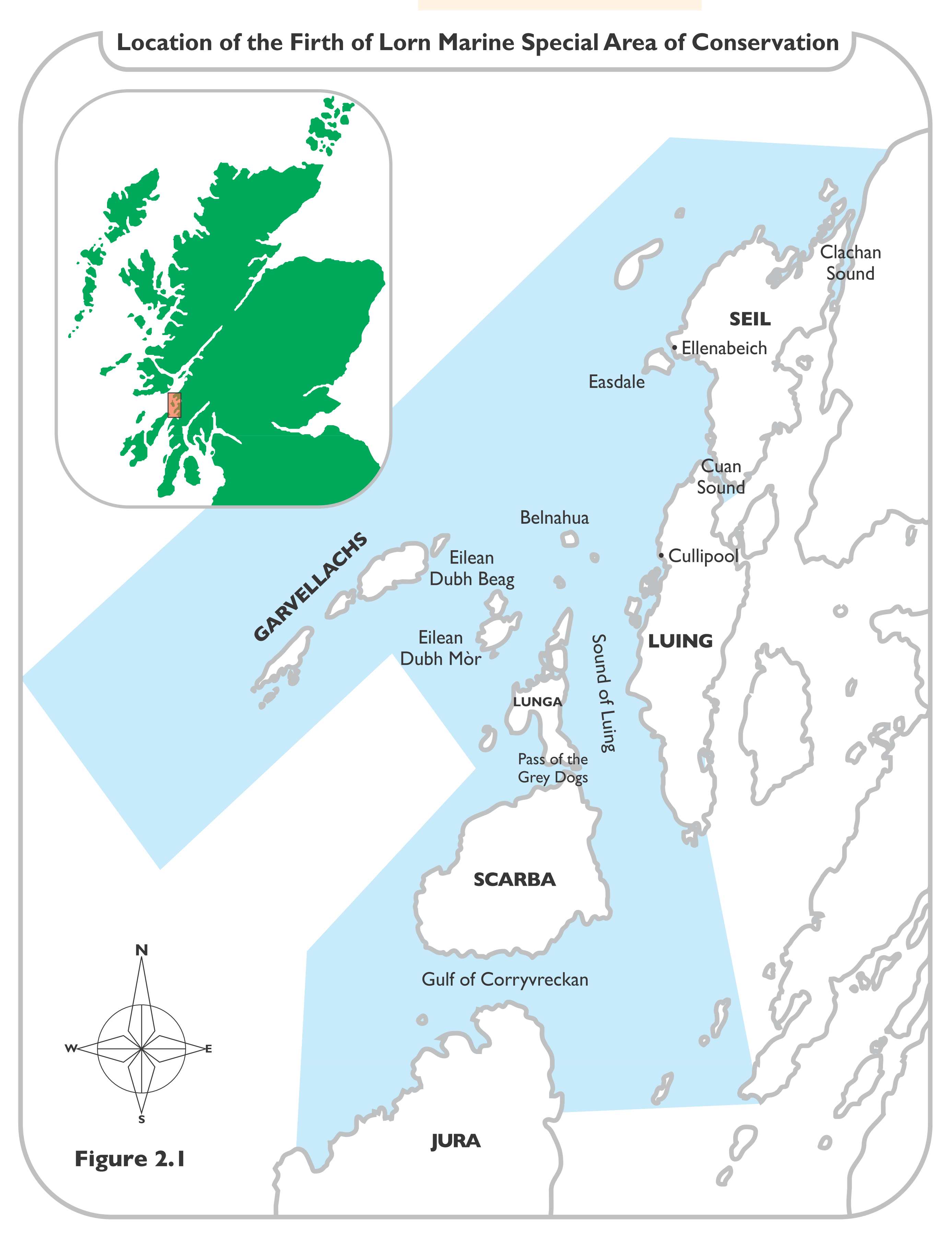
منطقة فيرث أوف لورن الخاصة لخريطة الحفظ

## الموائل والحفظ
تيارات المد والجزر في فيرث ليست فقط مصدر قلق للملاحين، ولكن لها تأثير كبير على الحياة البرية. الظروف المتنوعة، مع تعرض بعض المناطق لتيارات قوية والبعض الآخر محمية، ومدى الأعماق الموجودة في الحفرة تساهم في التنوع الكبير لموائلها. عامل آخر يساهم في التنوع هو أن الحفرة هي منطقة تداخل بعض الأنواع قريبة من حدودها الشمالية، والبعض الآخر قريب من حدودها الجنوبية. وقد أدى ذلك إلى كونها منطقة ذات أهمية علمية كبيرة، وإلى إنشاء منطقة الحفظ الخاصة في عام 2005.
. تركز منطقة الحفظ الحاصة على موائل الشعاب الصخرية. الأنواع ذات الأهمية الخاصة، هي المروحة البحرية وشقائق النعمان المرتبطة بها:20وقد أصبحت منطقة فيرث لورن بأكملها منطقة محمية بحرية في عام 2014
.

## أنشطة اقتصادية
يتم صيد الأسماك في الخط البحري لورن بشكل أساسي على الشاطئ، حيث يتم حصاد المحار والقشريات. يشمل الصيد المتنقل الشباك الجرافة والتجريف للقريدس والاسقلوب. يشمل الصيد الساكن وضع الشَرك أو الأواني أو الشباك للقريدس والكركند وجراد البحر وسرطان البحر. هناك أيضًا غطس تجاري للمحار:29: 29. توجد مزرعة سلمون واحدة داخل منطقة جنوب المحيط الهادئ، على الساحل الشرقي من لونجا:49. محيط. وقد وثقت دراسة واحدة أجريت في فيرث أوف لورن ساك هذا التأثير.
السياحة البحرية مهمة للمنطقة، وتشمل غوص السكوبا والصيد بالصنارة ومراقبة الحياة البرية والإبحار وجولات القوارب التجارية. :53: 53 : تزداد مشاهدة السفن السياحية في المنطقة:71 . سفن شحن كبيرة وتستخدم ناقلات النفط الطريق عبر صوت مول والخط البحري :73.الحفرة هي النهج الجنوبي الغربي الرئيسي
من الناحية التاريخية، كان النشاط المهم هو استخراج الأحجار في الجزر الواقعة على الجانب الجنوبي الشرقي من الحفرة. أدى ذلك إلى أن تُعرف الجزر باسم جُزر سليت. في ذروتها في القرن التاسع عشر، تم تصدير لائحة في جميع أنحاء العالم. توقف معظم الإنتاج في عام 1914، وأغلق المحجر الأخير في عام 1960.

## في الثقافة الشعبية
ظهرالخط البحري للورن كموقع لمطاردة القوارب بالقرب من نهاية فيلم جيمس بوند الثاني من روسيا مع الحب (فيلم)، الذي صدر في عام 1963. كما ظهرت جزرالايسدسل، السيل والكون في فلورنسا فيديو الماكينات، وفيلم ملكة من سلام وطويل وضياع.